# تلفزيون أبو ظبي (كندا)
تلفزيون أبوظبي هي قناة كندية معفاة من الفئة ب متخصصة باللغة العربية وهي مملوكة بالكامل لمجموعة القنوات العرقية. يستخدم اسم القناة بموجب ترخيص من شركة أبو ظبي للإعلام، المالكة لقناة تلفزيون أبو ظبي التي تتخذ من دولة الإمارات العربية المتحدة مقراً لها.
تبث القناة البرامج بشكل أساسي من تلفزيون أبوظبي، بالإضافة إلى المحتوى الكندي، تبث مجموعة واسعة من البرامج بما في ذلك الأخبار والشؤون الجارية والرياضة والأفلام وغيرها.

## التاريخ
في سبتمبر 2003، منحت مجموعة القنوات العرقية موافقة من هيئة الإذاعة والتلفزيون والاتصالات الكندية (كرتك) لإطلاق قناة تلفزيونية تسمى التلفزيون العربي، وصفت بأنها "خدمة تلفزيونية وطنية متخصصة من الفئة العرقية 2 تقدم خدمة برمجة باللغة العربية في المقام الأول.
تم إطلاق القناة في 9 نوفمبر 2005 باسم تلفزيون أبو ظبي على روجرز كيبل [الإنجليزية] .
في 30 أغسطس 2013 ، وافق المجلس على طلب مجموعة القنوات العرقية لتحويل تلفزيون أبو ظبي من خدمة متخصصة مرخصة من الفئة ب إلى خدمة معفاة (ب) خدمة اللغات الثالثة.